# Valle de Egüés
Valle de Egüés è un comune spagnolo di 9 137 abitanti situato nella comunità autonoma della Navarra.
Fa parte dell'area metropolitana di Pamplona.